# جانفيير تشارلز مبارغا
جانفيير تشارلز مبارغا Janvier Charles Mbarga (بالفرنسية: Janvier Mbarga)‏، من مواليد 27 سبتمبر 1985 في ياوندي في الكاميرون، لاعب كرة قدم كاميروني.
بدأ مسيرته الكروية مع نادي كانون ياوندي في عام 2007، وهو يلعب معهم حتى الآن.
منذ عام 2007 وهو يلعب مع منتخب الكاميرون لكرة القدم.

## روابط خارجية
- جانفيير تشارلز مبارغا على موقع الاتحاد الدولي (مؤرشف)  (الإنجليزية)
- جانفيير تشارلز مبارغا على موقع قاعدة بيانات كرة القدم.إي يو (الإنجليزية)
- جانفيير تشارلز مبارغا على موقع Soccerway.com (الإنجليزية)